# Бакика, Владимир Геннадьевич
Владимир Геннадьевич Бакика (род. 20 февраля 1989, Запорожье) — российский хоккеист, нападающий. Мастер спорта Республики Казахстан.

## Биография
Начинал играть в Сургуте. Воспитанник московских клубов «Спартак» и «Динамо». В сезонах 2004/05 — 2006/07 играл в первой лиге чемпионата России за «Динамо-2». В сезоне 2007/08 играл за петербургские СКА и «СКА-2». В следующем сезоне провёл 9 матчей в КХЛ за «Сибирь» Новосибирск. Играл в высшей лиге России и ВХЛ за клубы «Югра» (2008/09), «Саров» (2009—2012), Нефтяник «Альметьевск» (2013—2014), «Рубин» Тюмень (2014), «Молот-Прикамье» Пермь (2014—2015), «Химик» Воскресенск (2015). Выступал в чемпионате Казахстана за команды «Кулагер» Петропавловск (2016—2017), «Темиртау» (2017—2018), «Бейбарыс» Атырау (2018—2019, 2020—2021). В сезоне 2019/20 играл в белорусской эксталиге Б за «Химик» Новополоцк. Чемпион Казахстана в сезоне 2018/2019.
Окончил Российский государственный университет физической культуры, спорта, молодёжи и туризма (2006—2011).